# Șotrile, Prahova
Șotrile este satul de reședință al comunei cu același nume din județul Prahova, Muntenia, România.
Așezarea este atestată documentar în anul 1810. Este satul cu cel mai mare număr de locuitori din comuna Șotrile.